# 永幹
永幹（转写：yunggan；1661年1月23日—1668年1月15日），清朝顺治帝第八子。顺治十七年（1660年）十二月廿三日出生，生母為穆克图氏。康熙六年（1667年）十二月初二日，年僅八歲的永幹病死，無谥号。

## 母
- 塞姆肯額捏福金穆克圖氏，雲騎尉伍喀之女，顺治十七年十二月十三日（1661年2月23日），時為庶妃的穆克圖氏生皇八子永幹。根據乾隆年間《清内务府京城全图》的記載，在康熙二十一年被改造为宁寿旧宫的咸安宫依然保持着以前的格局。咸安院宫院的北部可见三座并排、布局类似寿康宫之寿三宫的小院落。仁宪皇太后住在咸安宮时，淑惠妃和塞姆肯额涅福金等顺治帝妃嬪都在咸安宮宫院北部的三座小院落裏住着。